# Nyikolaj Jefimovics Andrianov
Nyikolaj Jefimovics Andrianov (oroszul: Николай Ефимович Андрианов; Vlagyimir, 1952. október 14. – Vlagyimir, 2011. március 21.)  hétszeres olimpiai bajnok szovjet-orosz tornász. Összesen 15 olimpiai érmet nyert, ebben csak Michael Phelps (22 érem) és Larisza Latinyina (18 érem) előzi meg.

## Sportpályafutása
Adrianov 11 évesen, Vlagyimirben, egy sportiskolában kezdett tornászni, edzője Nyikolaj Tolkacsov volt. Első nemzetközi sikerét 1971-ben, a Madridban megrendezett tornász-Európa-bajnokságon érte el, ahol két aranyérmet nyert. 1971 és 1980 között számos nemzetközi versenyen (olimpiák, világ- és Európa-bajnokságok) győzött.
Első olimpiai érmét 1972-ben, a müncheni olimpián szerezte: talajgyakorlatával aranyérmet nyert. Ezután még ugrásban bronzérmet, az összetett csapat tagjaként ezüstérmet szerzett. 1976-ban, a montreali olimpián 4 arany- (gyűrű, talaj, ugrás, összetett egyéni), 2 ezüst- (korlát, összetett csapat) és 1 bronzérmet (lólengés) nyert. Egy olimpián elért 4 aranyérmes tornászteljesítménye egyedülálló volt az olimpiák történetében, csak 1992-ben tudta felülmúlni Vital Scserba, a barcelonai olimpia tornászbajnoka 6 aranyéremmel.
Az 1980. évi nyári olimpiai játékokon, Moszkvában Adrianov mondta el az olimpiai eskü szövegét. Az olimpián 2 arany- (ugrás, összetett csapat), 2 ezüst- (talaj, összetett egyéni), 1 bronzérmet (nyújtó) nyert. Az olimpiát követően visszavonult a versenyzéstől.

## Későbbi élete
Adrianov Ljubov Burdát, a kétszeres olimpiai bajnok szovjet tornásznőt vette feleségül, két fiuk született: Vlagyimir és Szergej. 2001-ben beválasztották a Nemzetközi Tornász Hírességek Csarnokába. 1994 és 2004 között a japán olimpiai tornászcsapat edzője volt, korábbi riválisa, Cukahara Micuo felkérését elfogadva. Adrianov készítette fel Cukahara Naoját – Cukahara Micuo fiát – a nemzetközi versenyekre. 2002-ben kinevezték a vlagyimiri sportiskola – fiatalkori iskolája, ahol a sportolást kezdte – igazgatójává. Élete utolsó éveiben idegrendszeri rendellenességben szenvedett, utolsó hónapjaiban már a beszédre, karjai, lábai mozgatására is képtelen volt. 58 évesen, 8 évnyi betegeskedés után hunyt el szülővárosában, Vlagyimirben Parkinson-kórhoz kötődő szövődményekben.

## Fordítás
Ez a szócikk részben vagy egészben  a   Nikolai Andrianov című angol Wikipédia-szócikk ezen változatának fordításán alapul.  Az eredeti cikk szerkesztőit annak laptörténete sorolja fel. Ez a jelzés csupán a megfogalmazás eredetét és a szerzői jogokat jelzi, nem szolgál a cikkben szereplő információk forrásmegjelöléseként.